# (27712) Coudray
(27712) Coudray (1988 VR7) – planetoida z grupy pasa głównego asteroid okrążająca Słońce w ciągu 3,23 lat w średniej odległości 2,19 j.a. Odkryta 3 listopada 1988 roku.